# Маскирне боје
Маскирне боје или камуфлажне боје су вјештачке и природне боје са којима се војна средства и објекти прилагођавају боји амбијента у коме се налазе. Користе се да би средство постало теже уочљиво, непрепознатљиво, или да створи слику нечег другог.
Ефект маскирања с бојама се може постићи на више начина: употребом само једне боје прилагођене спектру средине (заштитно бојење), са 3-5 тонова разних спектралних особина (камуфлажно бојење), бојењем којим се имитирају околни објекти или појаве (сценографско или декоративно бојење).
Послије Другог свјетског рата развијају се боје које су погодне за маскирање циљева и у видљивом, и блиском инфрацрвеном и ултраљубичастом спектру (од 1 до 1200 нанометара).
Услови које боје морају да испуне су: отпорност на нормалне услове употребе, атмосферске падавине, вјетар, свјетло, температуру, и дјеловање средстава за деконтаминацију.